# Мухаммад Дауд
Мухаммад Дауд (араб. محمد داوود‎‎; 1913–1972) — йорданський військовик (генерал) і політик, впродовж короткого періоду у вересні 1970 року очолював уряд Йорданії.